# 사회주의법계
사회주의법계(Socialist law) 혹은 구소련법계(Soviet law)는 공산주의 국가에서 쓰였던 전형적인 법계이다. 사회주의법계는 대륙법계에 기반하여, 마르크스-레닌주의 사상에서 주요 수정과 추가를 거쳤다. 사회주의법계가 분리된 법계로서 존재했는지에 대한 논란이 존재한다. 논란이 없었다면, 냉전 말기 전까지는 사회주의법이 세계의 주요한 법계로 자리잡았을 것이다.
기존의 대륙법계가 사유재산의 개념, 취득, 이전, 유실을 규정하는데 애를 썼다면, 사회주의 법계는 국가 혹은 협동농장이 소유하는 재산을 위했으며, 국유 기업을 위한 특별 법원과 법률을 두었다.
많은 학자들은 사회주의법계가 독립된 법계로서 분류되지 않는다고 주장한다. 비록 공산주의 국가들의 계획 경제적 접근은 대부분의 재산 유형들이 소유될 수 없다고 규정하였지만, 소련은 민법이 있었으며, 민법을 해석하는 법원들, 그리고 민법에 의한 법률적 추론이 이루어졌다 (법적 절차와 법적 추론 모두가 프랑스 혹은 독일의 민법 체계와 크게 유사하였다). 사회주의 국가들의 모든 법계들은 대륙법의 형식적 기준을 보전하였다; 이러한 이유로, 이전 사회주의 국가들의 법학자들은 사회주의법을 대륙법 민법의 특수한 경우로 간주한다. 영미법에서 사회주의법으로 발전한 사례들은 두 법계의 기본 원리의 불일치 (영미법은 법정에 영향력 있는 역할을 부여하나, 사회주의 국가의 법원들은 종속적인 역할만 한다)로 잘 알려지지 못하여 있다.

## 내용주
1. ↑  Quigley, J. (1989). “Socialist Law and the Civil Law Tradition”. 《The American Journal of Comparative Law》 37 (4): 781–808. doi:10.2307/840224. JSTOR 840224.
2. 1 2  “Soviet law”. 2016년 9월 10일에 확인함.
3. ↑  Markovits, I. (December 2007). “The Death of Socialist Law?”. 《Annual Review of Law and Social Science》 3: 233–253. doi:10.1146/annurev.lawsocsci.3.081806.112849.